# Skärtjärnen (Särna socken, Dalarna)
Skärtjärnen är en sjö i Älvdalens kommun i Dalarna och ingår i Dalälvens huvudavrinningsområde.